# 彼得羅·佩魯吉諾

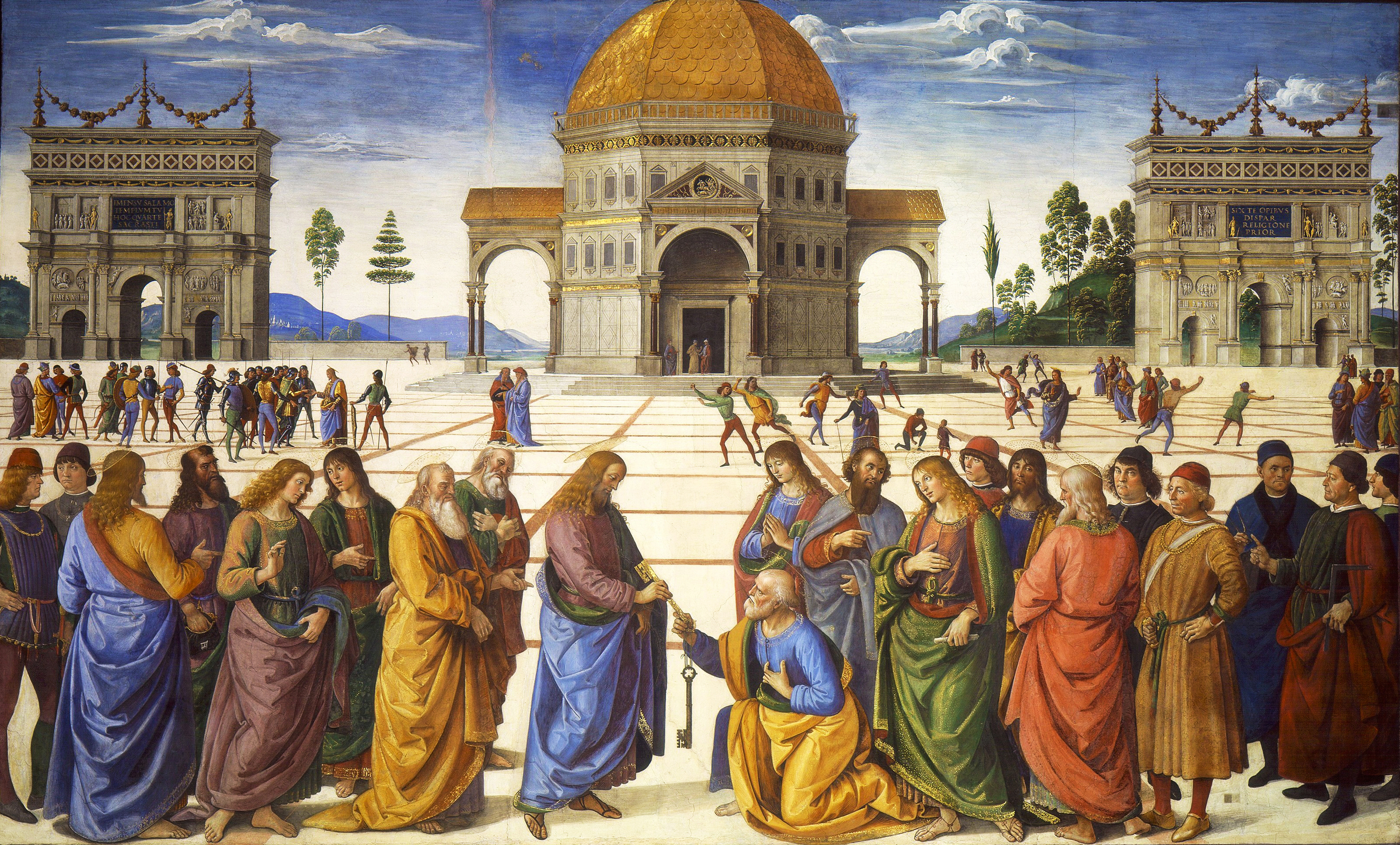
《交鑰匙》，1481–1482，羅馬西斯廷禮拜堂

彼得羅·佩魯吉諾（義大利語：Pietro Perugino，義大利語：[ˈpietro peruˈdʒiːno]；1446年至1452年間 – 1523年），是一位意大利文藝復興時期的畫家，活躍于文藝復興全盛期。其最著名的學生是拉斐爾。

## 生平
佩魯吉諾的出生名為彼得羅·萬努奇（Pietro Vannucci），出生地在翁布里亞的皮耶韦城，父親名為克里斯托弗羅·萬努奇（Cristoforo Vannucci）。他們家是當地鎮上最富有的家族之一。常用名和暱稱“佩魯吉諾”來自溫布里亞的主要城市的佩魯賈。 他的具體出生時間不詳，基於其傳記作家喬爾喬·瓦薩里和喬瓦尼·桑蒂所述，應該在1446年至1452年間。
佩魯吉諾很有可能是在佩魯賈開始學習繪畫的，可能在巴托羅繆·卡波拉里或菲奧倫佐·迪·洛倫佐的工作室里呆過。 後來在1466/1470年，最遲到1479年前往佛羅倫薩。
佩魯吉諾此後一度回到佩魯賈，創作《三博士來朝》。在大約1480年時應教皇西斯都四世之召前往羅馬，在西斯廷小堂繪製湿壁画，西斯廷小堂的一些著名湿壁画，例如《基督受洗》和《交鑰匙》是他的作品。《交鑰匙》是他完全的对透视法(La perspective)的一次练习。創作完成後再度前往佛羅倫薩。
他的最後一幅作品在1521年完成于特雷維的一座教堂中。1523年他身處丰蒂纳诺，在這裡感染了黑死病，也死於此地。因為當時黑死病瘟疫蔓延，他的遺體也像其他死者一樣被草草地掩埋了，具體地點未知。

宗教画、肖像画
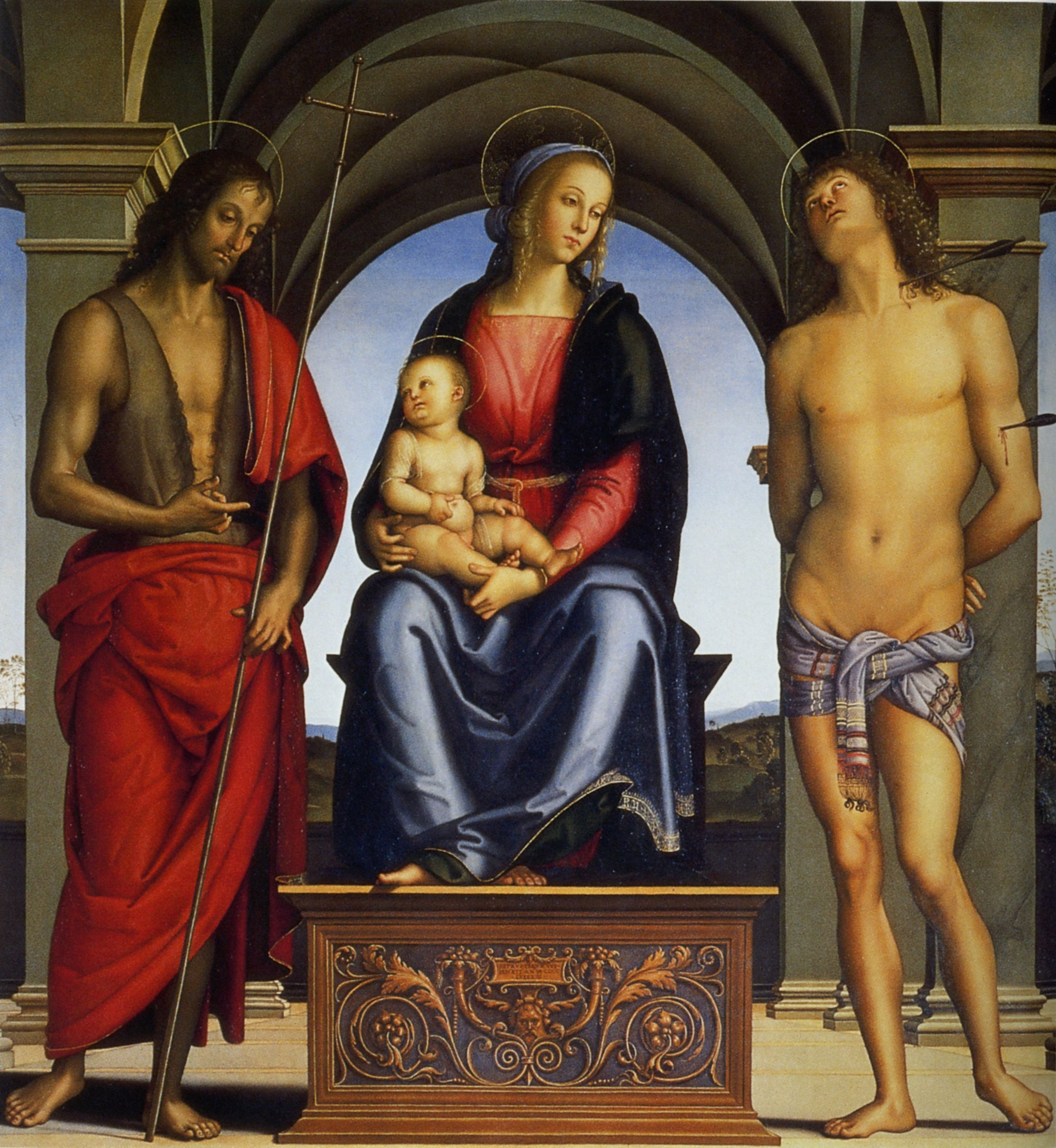
《宝座上的圣母子与圣若翰洗者和圣巴斯弟盎》, 1493
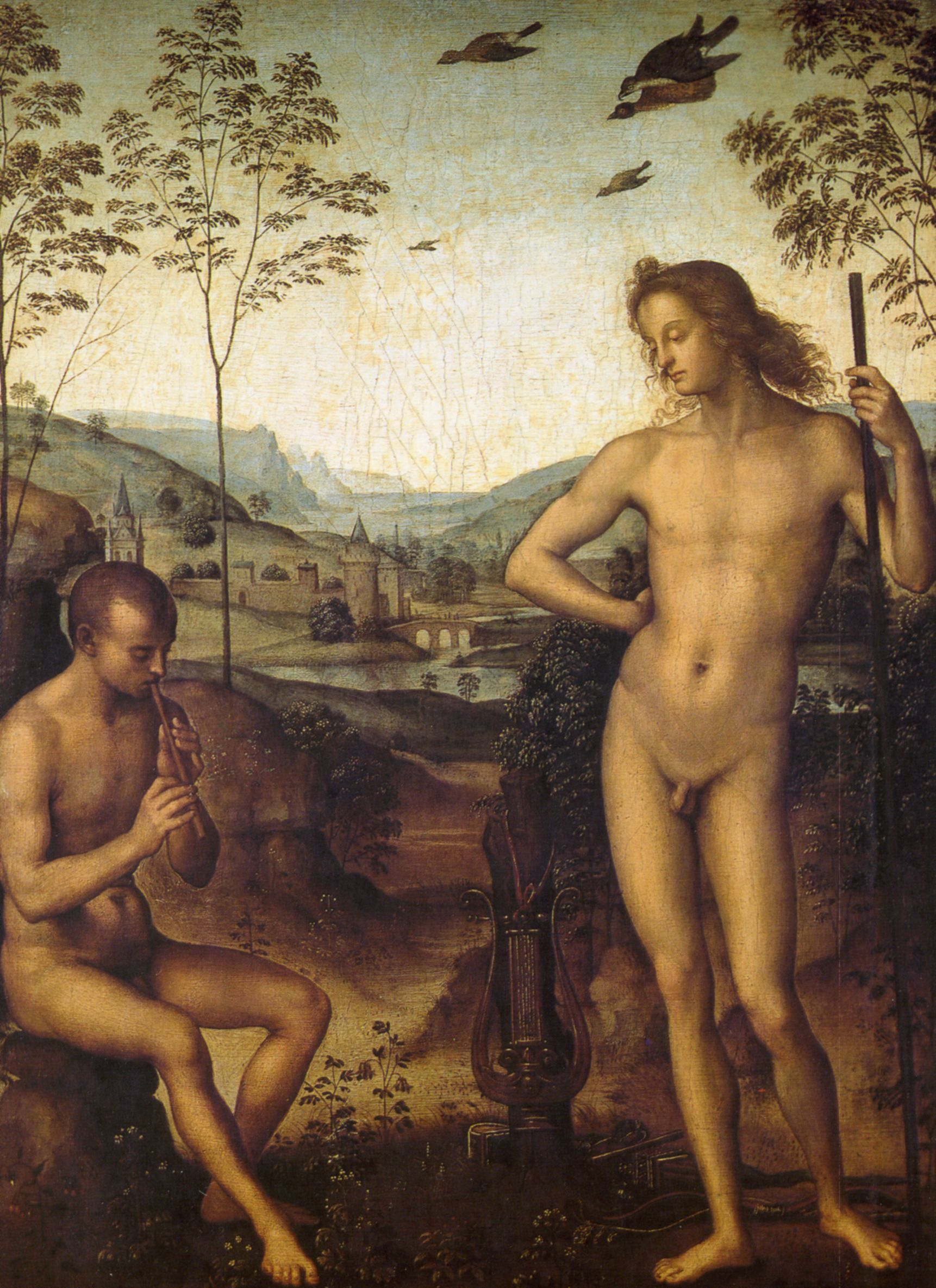
《阿波罗和达菲尼斯》,  1490
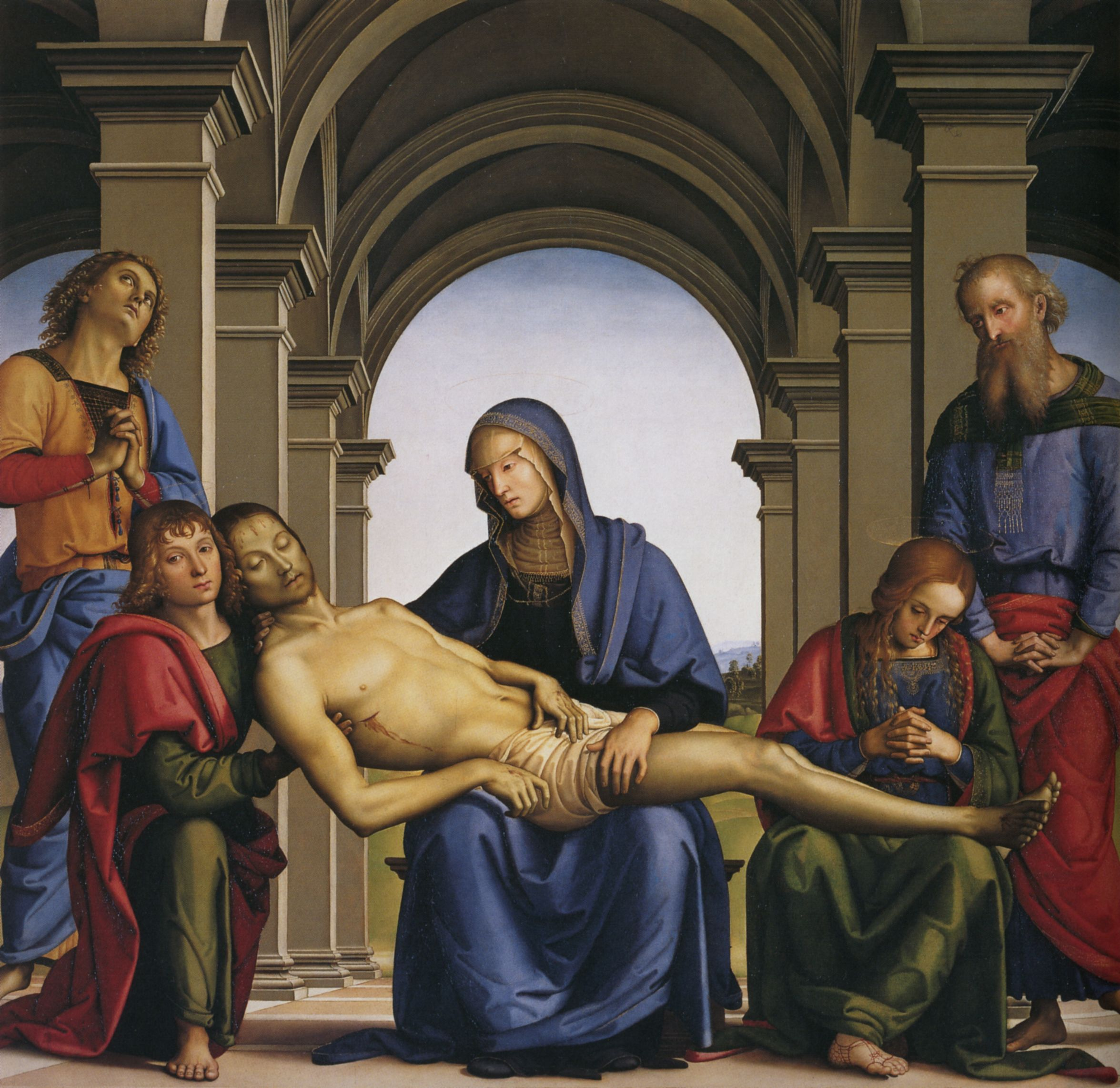
哀悼基督, c. 1490
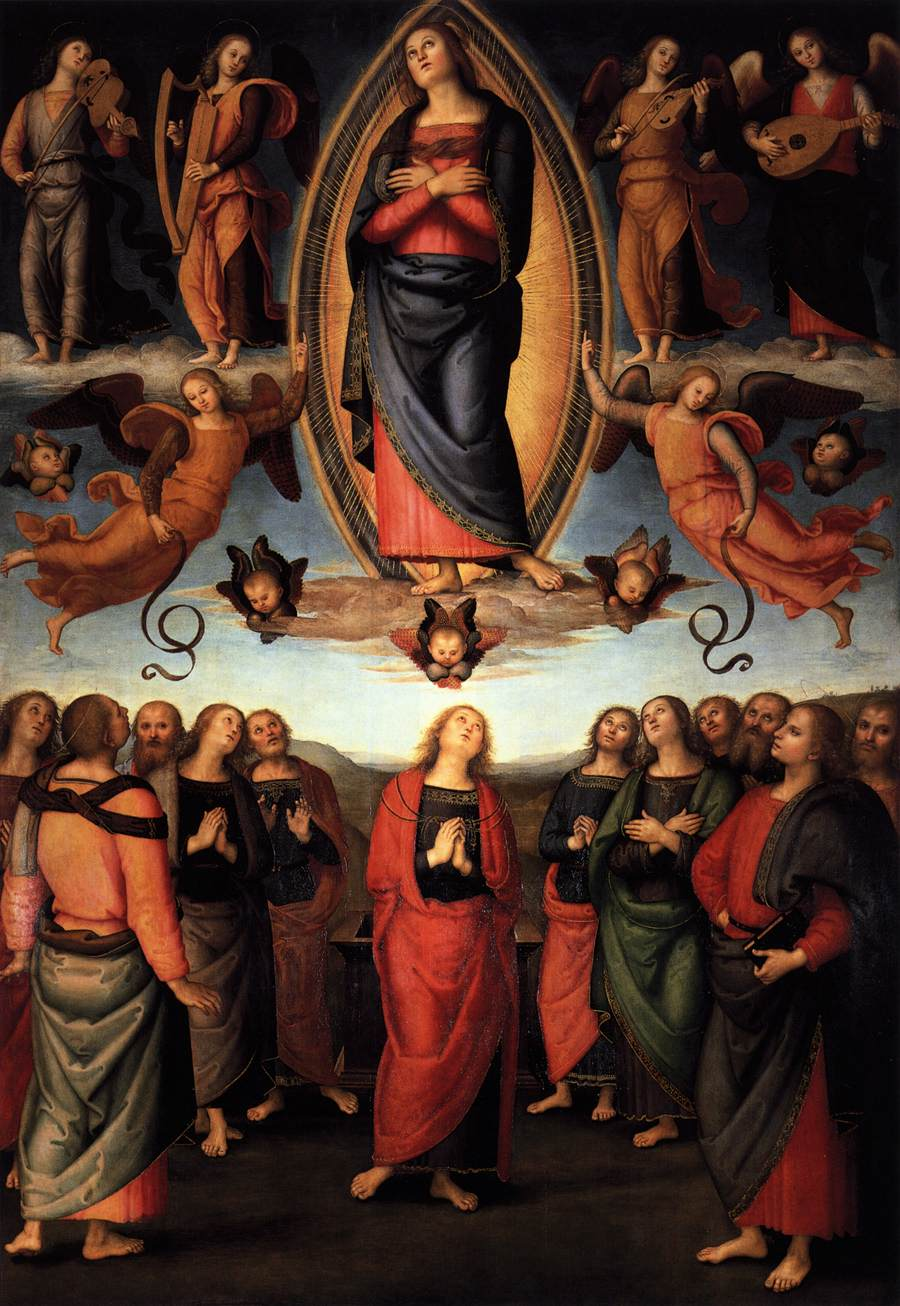
圣母升天 (c. 1506)
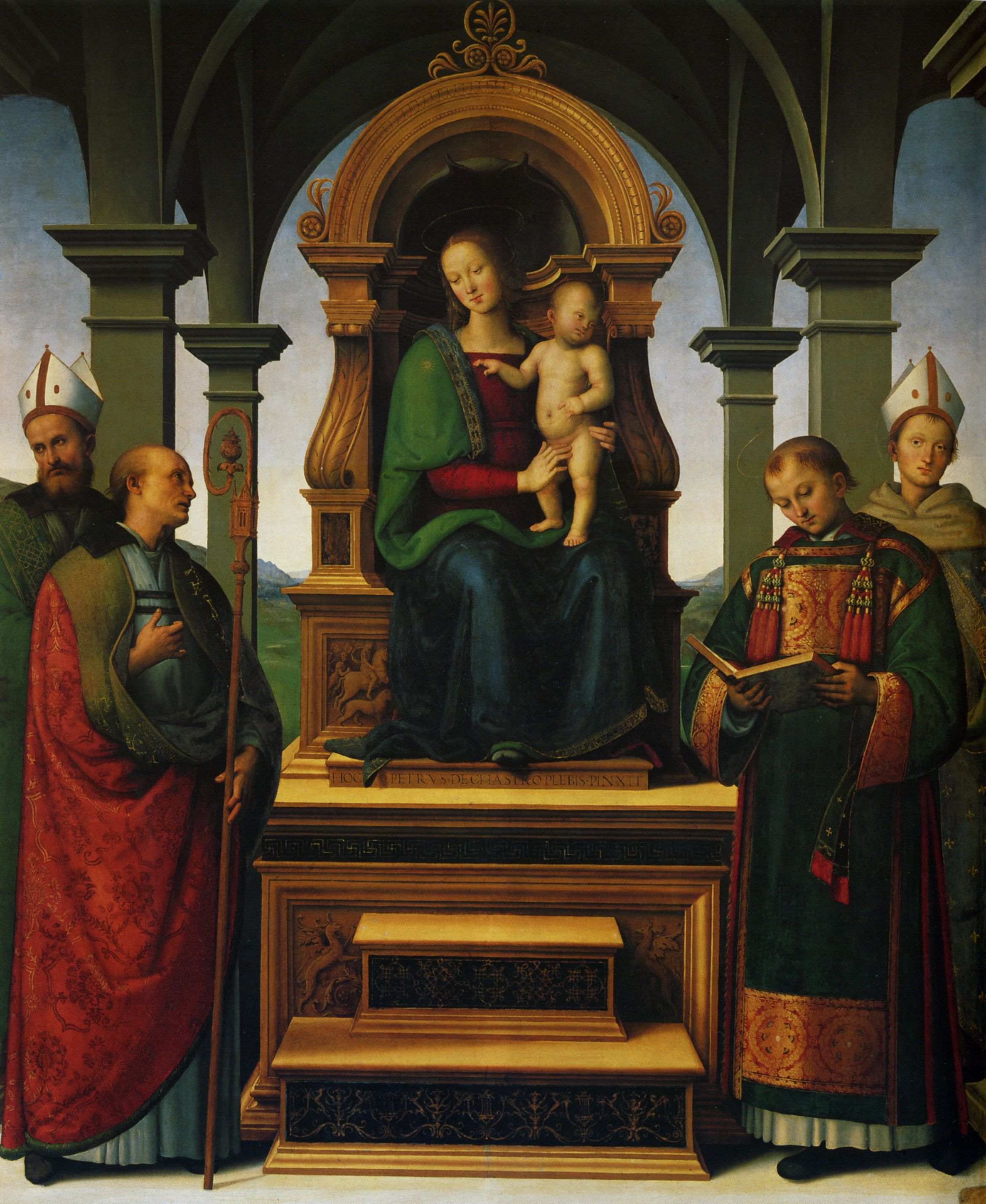
十人委員會祭坛画 (1495)
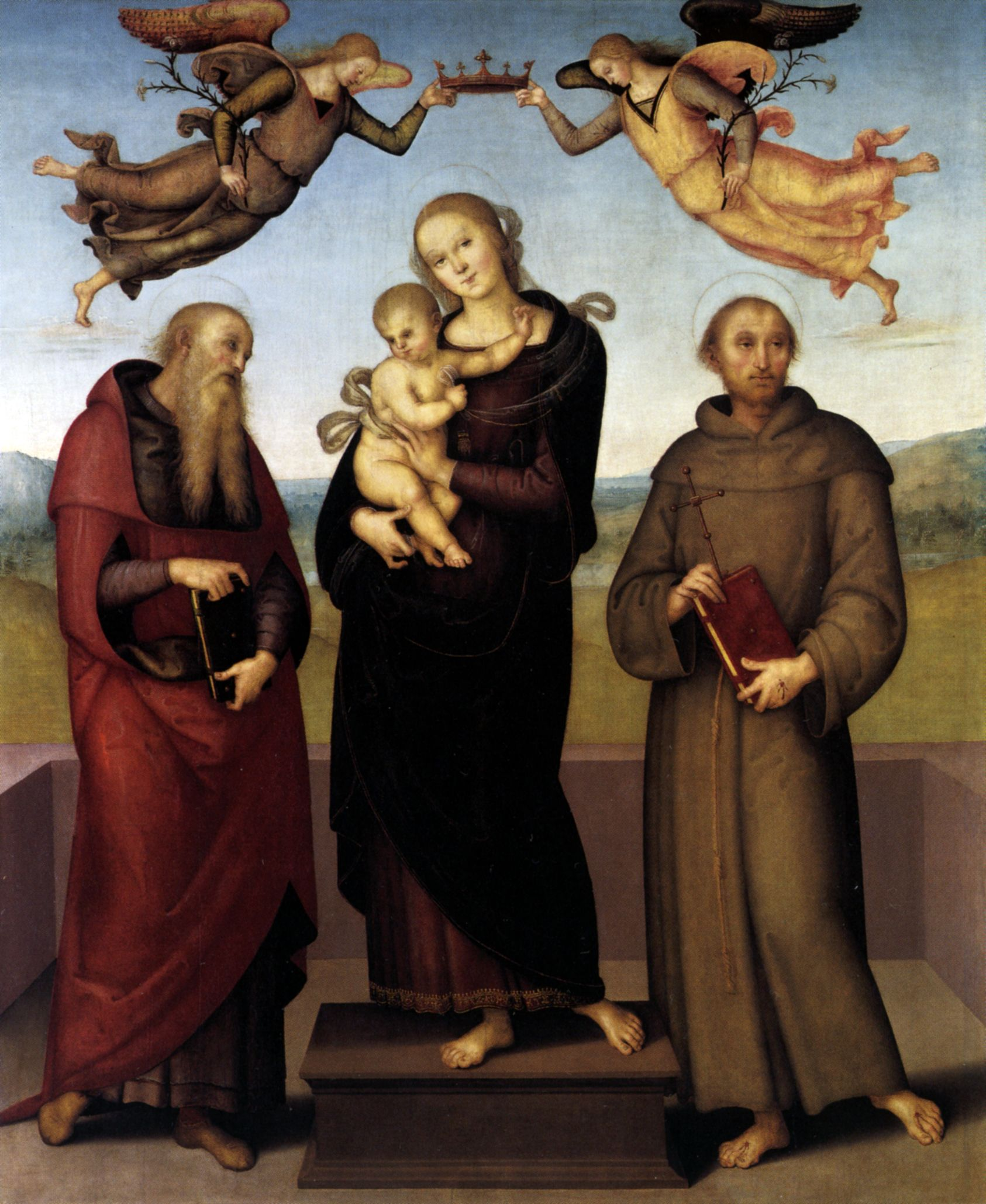
圣母子与圣热罗尼莫和方济各 (c. 1507)
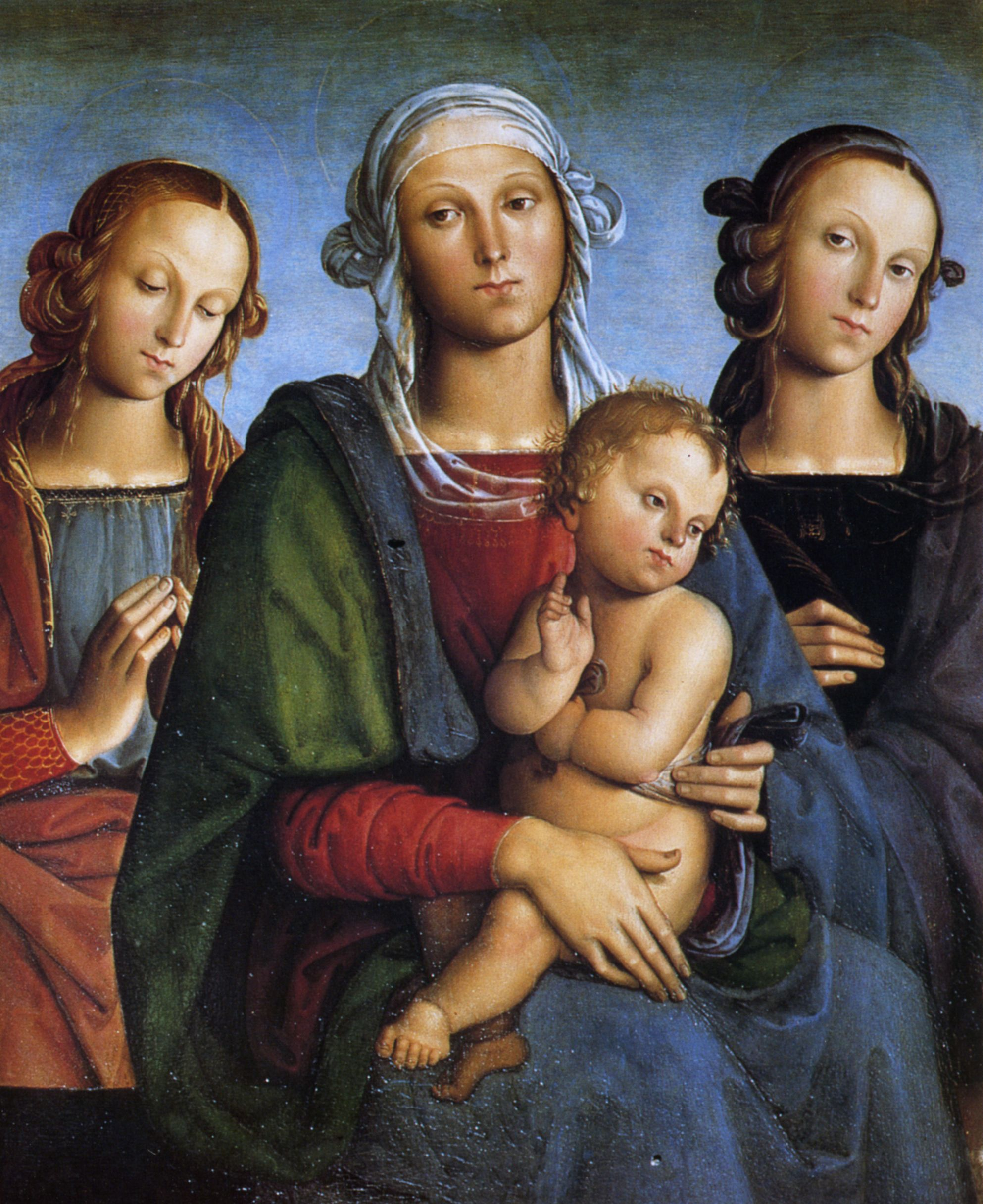
圣母子、圣罗撒和加大肋纳 (c. 1493)
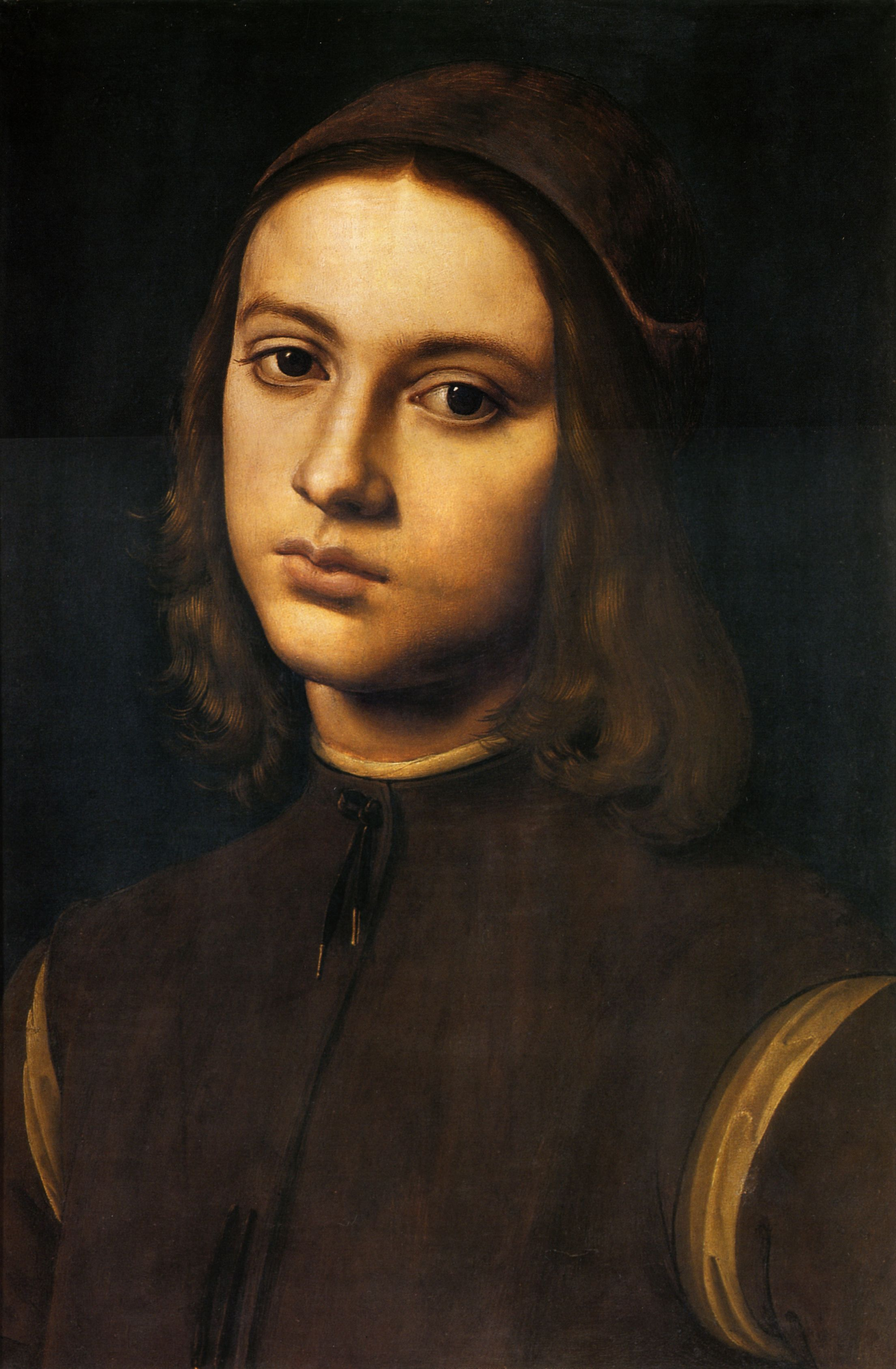
男孩肖像 (1495)
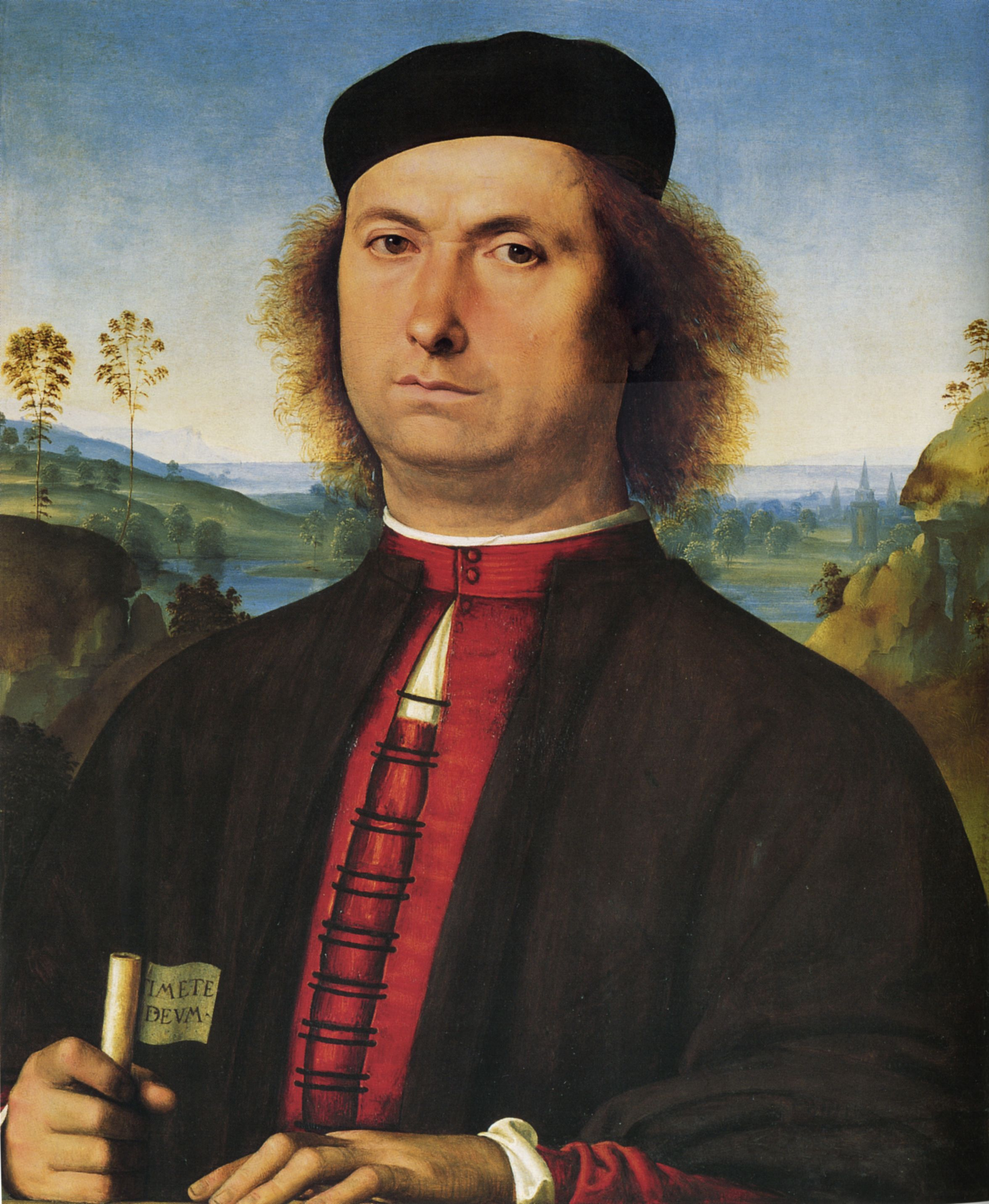
《弗朗切斯科·德尔·奥佩雷肖像》
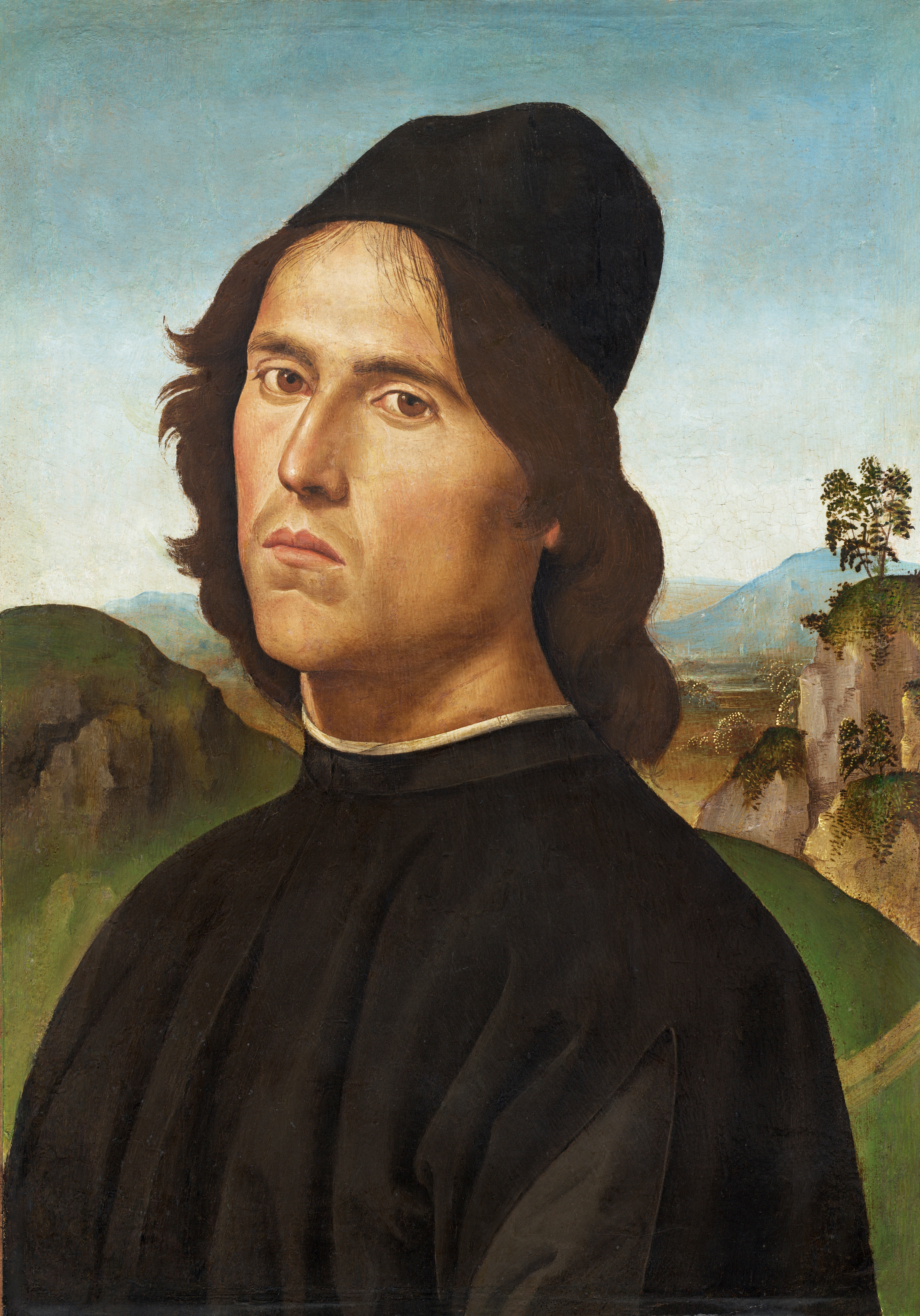
洛伦佐·迪·克雷迪肖像

## 外部連結
- 本条目包含来自公有领域出版物的文本: Chisholm, Hugh (编).  (第11版). London: Cambridge University Press. 1911.
- 维基共享资源上的相關多媒體資源：彼得羅·佩魯吉諾